# Битка при Фльорюс (1794)
Вижте пояснителната страница за други значения на Битка при Фльорюс.
Битката при Фльорюс (на френски: Bataille de Fleurus) е ключов сблъсък по време на Войната на първата коалиция, част от Френските революционни войни. Тя се състои на 26 юни 1794 г. и противопоставя обновената армия на Първата република срещу войските на Австрийската империя. Победата на Франция подпечатва последвалото присъединяване на Австрийска Нидерландия.

## Предистория
Войната на Франция с Първата коалиция започва през 1792 г. и минава през различни перипетии. Старите монархии (Прусия, Австрия) не действат достатъчно решително за задушаването на революцията и допускат поражения при Валми и Жемап. Французите мобилизират повече сили, отколкото може да се очаква и покоряват днешна Белгия и левия бряг на Рейн, твърдейки, че така достигат „естествените си граници“. След поражението край Неервинден обаче тази територия е изгубена. Това е една от причините за идването на якобинците на власт. Те назначават енергичния Лазар Карно за военен министър, който с практични и репресивни мерки извършва масова мобилизация – така нареченото „вдигане на масите“ (levée en masse). В началото на 1794 г. републиката разполага вече с 800-хилядна армия и превишава армиите на всичките си противници взети заедно.

## Ход на сражението
Тези сили са разпределени в 13 армии, разположени по границите. На север край Австрийска Нидерландия със 150 000 души е генерал Пишегрю, край Рейн и Мозел с 200 000 души е Журдан, в Алпите със 75 000 войници и Дюмебрион, а още 50 000 са край Пиренеите срещу Испания. Срещу това съюзниците имат общо 380 000 войници. Въпреки че са по-малочислени, те поемат инициативата, обсаждат и превземат крепостта Ландрези близо до Валансиен. На това Журдан и Пишегрю отвръщат с настъпление и постигат известни успехи. Най-важният от тях е превземането на Шарлероа след двуседмична обсада (25 юни). Австрийската армия в Нидерландия, командвана от Фридрих Йозиас, принц на Сакс-Кобург, без да знае за падането на крепостта, бърза, за да ѝ окаже помощ. Журдан заема позиции близо до града, при селото Фльорюс и дава на австрийците решително сражение.
Френските сили наброяват 82 хиляди войници (70 000 пехота и 12 000 конница) и разполагат със 100 оръдия. Противниците им (главно австрийци, но има и холандци, начело със самия щатхаутер Вилем V) са 59 хиляди (45 000 пехота и 14 000 конница), със 111 оръдия. Въпреки небрагоприятното съотношение Кобург решава да атакува в отчаян опит да спаси Шарлероа. Той разделя хората си на пет колони, които сутринта на 26 юни тръгват напред. Французите обаче са въвели непознато дотогава средство за разузнаване – голям балон се издига над бойното поле и информира щаба за действията на неприятеля.
Съюзниците нанасят най-тежкия си удар върху френските флангове, командвани от генералите Марсо и Монтегю и имат известен успех. Центърът на Журдан обаче сравнително лесно отблъсква атаката и контраатакува. Тук все още се чувства „ентусиазмът и импулсът“ на френските войници от времето на Валми, а артилерийската отбрана изиграва решителна роля. Боят продължава петнадесет часа и по мнението на някои от участниците (например бъдещия маршал [Жан дьо Султ]]) е сред най-ожесточените през всички войни от 1792 до 1815 г.
В края на деня Кобург нарежда отстъпление. Макар че загубите са равни, стратегическата победа остава за Франция.

## Резултати: Базелските договори
Достойното поведение на австрийците в тази битка не спасява Австрийска Нидерландия от френската агресия. Кобург се оттегля отвъд Мозел, след което напълно изоставя провинцията. На 9 юли Брюксел е превзет. Месец след сражението Франция я анексира и за втори път във войната има възможност да навлезе в Нидерландската република. Приветствани от гражданите, френските войски лесно поставят републиката под контрол, през януари 1795 г. влизат в Амстердам и след това създават дъщерната Батавска република. В същото време Прусия и Испания се убеждават, че войната не може да бъде спечелена и сключват мирни договори в Базел.
Както самата битка, така и последиците ѝ са тежък удар за Великобритания, която сега е пряко заплашена от инвазия от нидерландските брегове. Ето защо тя прави всичко възможно да задържи Австрия във войната, което продължава до Кампоформийския мирен договор през 1797 г.